# ويليام هربرت دراي
ويليام هربرت دراي هو فيلسوف ومؤرخ كندي، ولد في 23 يونيو 1921 في مونتريال في كندا، وتوفي في 6 أغسطس 2009 في تورونتو في كندا.